# 广宁郡 (西秦)
广宁郡，中国十六国、南北朝时设置的郡。
十六国西秦分陇西郡、南安郡置广宁郡，下辖鄣县、新兴县。治今甘肃省漳县西南五里。辖境相当今甘肃省漳县、武山县地。北魏景明三年（502年）置鄣县为广宁郡治。北魏、西魏属渭州，西魏改名广安郡，北周废广安郡地入陇西郡。 